# Dennis Christopher
Dennis Christopher, nome d'arte di Dennis Carrelli (Filadelfia, 2 dicembre 1950), è un attore statunitense.

## Biografia
Nato nello stato della Pennsylvania, ha lavorato in alcune serie televisive come Profiler - Intuizioni mortali e The Lost Room. È noto soprattutto per aver interpretato Eddie Kaspbrak da adulto nella miniserie televisiva It (1990), tratta dal romanzo di Stephen King. Ha anche partecipato al film Un matrimonio del 1978. Sposato con Margrett Soloman, ha ottenuto una candidatura al Saturn Award per il miglior attore nel 1980 per Dissolvenza in nero. Inoltre, come attore esordiente, ha ottenuto un'altra candidatura al Golden Globe 1980 per il film All American Boys (1979).

## Filmografia parziale

### Cinema
- Il martello macchiato di sangue (Blood and Lace), regia di Philip S. Gilbert (1971)
- Roma, regia Federico Fellini (1972)
- September 30, 1955, regia di James Bridges (1977)
- Tre donne (3 Women), regia di Robert Altman (1977)
- Un matrimonio (A Wedding), regia di Robert Altman (1978)
- All American Boys (Breaking Away), regia di Peter Yates (1979)
- Dissolvenza in nero (Fade to Black), regia di Vernon Zimmerman (1980)
- Momenti di gloria (Chariots of Fire), regia di Hugh Hudson (1981)
- Alien Predators, regia di Deran Sarafian (1987)
- L'androide (Circuitry Man), regia di Steven Lovy (1990)
- Alter ego (Doppelganger), regia di Avi Nesher (1993)
- Necronomicon, regia di Christophe Gans, Shūsuke Kaneko e Brian Yuzna (1993)
- Aurora: operation intercept, regia di Paul Levine (1995)
- Un party per Nick (It's My Party), regia di Randal Kleiser (1996)
- Assassini silenziosi (The Silencers), regia di Richard Pepin (1996)
- 9 vite da donna (Nine Lives), regia di Rodrigo García (2005)
- Django Unchained, regia di Quentin Tarantino (2012)
- Prisoners, regia di Denis Villeneuve (2013)

### Televisione
- It, regia di Tommy Lee Wallace – miniserie TV (1990)
- La signora in giallo (Murder, She Wrote) – serie TV, episodio 6x20-9x11 (1990-1993)
- Star Trek: Deep Space Nine – serie TV, episodi 3x01-3x02 (1994)
- Profiler - Intuizioni mortali (Profiler) – serie TV (1996-1999)
- Roswell – serie TV, un episodio (2001)
- Angel – serie TV, un episodio (2004)
- Unforgettable – serie TV, un episodio (2013)
- Perception – serie TV, episodio 2x13 (2014)

## Doppiatori italiani
Nelle versioni in italiano delle opere in cui ha recitato, Dennis Christopher è stato doppiato da:
- Massimo Rossi in Un matrimonio, La signora in giallo (ep. 9x11)
- Sergio Di Giulio in All American Boys, Django Unchained
- Gianni Williams in La signora in giallo (ep. 6x20)
- Mauro Gravina in It
- Lorenzo Macrì in Star Trek: Deep Space Nine
- Marco Mete in Assassini silenziosi
- Eugenio Marinelli in Profiler - Intuizioni mortali (st. 1-2)
- Gianluca Tusco in Profiler - Intuizioni mortali (st. 3)
- Oreste Baldini in Profiler - Intuizioni mortali (ep. 4x01-4x02)
- Paolo Maria Scalondro in Roswell
- Dario Penne in Angel
- Danilo De Girolamo in Criminal Minds
- Alessandro Ballico in CSI - Scena del crimine
- Luca Dal Fabbro in Unforgettable
- Carlo Valli in Perception